# Château-Ville-Vieille
Château-Ville-Vieille – miejscowość i gmina we Francji, w regionie Prowansja-Alpy-Lazurowe Wybrzeże, w departamencie Alpy Wysokie.

## Demografia
Według danych na rok 1990 gminę zamieszkiwało 271 osób, a gęstość zaludnienia wynosiła 4 osoby/km². W styczniu 2015 r. Château-Ville-Vieille zamieszkiwało 351 osób, przy gęstości zaludnienia 5,2 osób/km².